# Prien–Aschau-vasútvonal

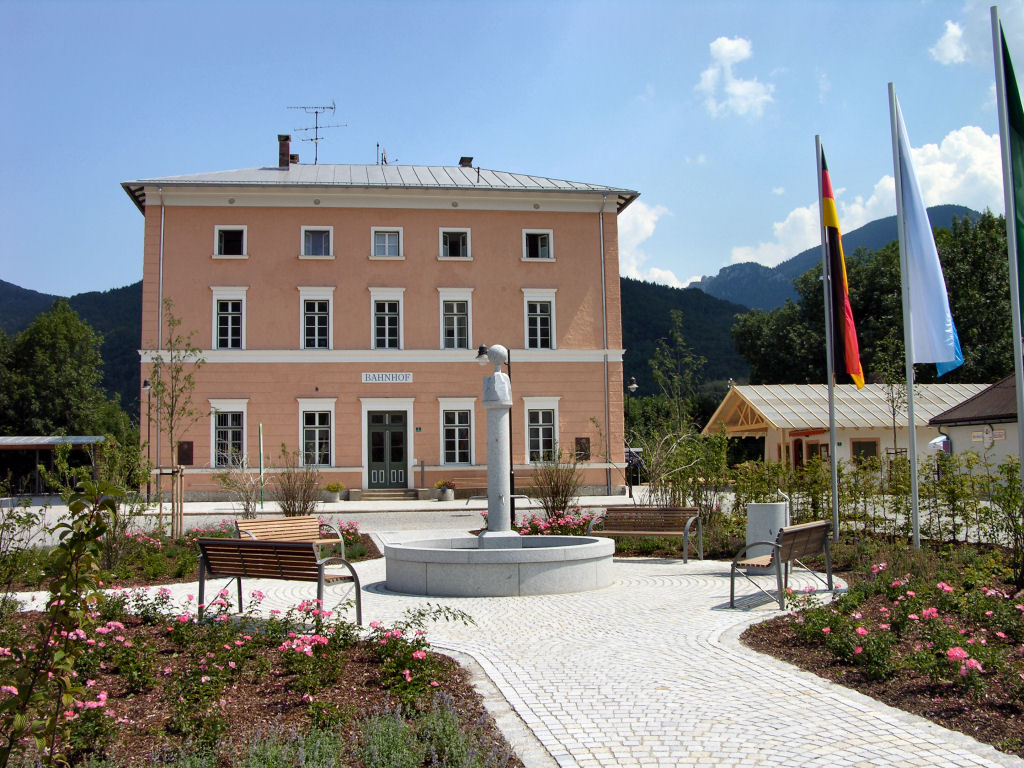
Aschau állomás

A Prien–Aschau-vasútvonal egy normál nyomtávolságú, nem  villamosított vasútvonal Németországban Prien és Aschau között. A vonal a Rosenheim–Salzburg-vasútvonalból ágazik ki Prien am Chiemsee állomáson, hossza mindössze 9,6 km. A két végállomással együtt összesen hat megálló található rajta.